# Heng Samrin
Heng Samrin, né le 25 mai 1934, est un homme politique cambodgien.
Ancien commandant de division khmer rouge, il s'enfuit au Viêt Nam en 1978 pour échapper aux purges menées par ses anciens mentors.
Il prend la tête du gouvernement mis en place à Phnom Penh par les troupes vietnamiennes au début de 1979 et reste officiellement chef de l'État jusqu'en 1992, même si à partir de 1985, le pouvoir effectif sera exercé par le Premier ministre Hun Sen.
Il est aussi l'un des dirigeants à titre honorifique du Parti du peuple cambodgien, qui participe au pouvoir de façon continue depuis 1979.

## Biographie
Il est né au sein d’une famille paysanne, le 25 mai 1934, dans la province de Kompong Cham. Après une scolarité sommaire, au début des années 1950, il entre dans un groupe en lutte contre le pouvoir colonial français et dans lequel il côtoie des combattants communistes dont il rejoindra le mouvement à une date inconnue.
En 1954, les accords de Genève confirment l’indépendance du Cambodge, acquise en 1953, mais surtout amène à l’éclatement du Parti communiste khmer entre les militants qui choisissent de partir au Viêt Nam du Nord, ceux qui restent dans le maquis et ceux qui choisissent d’intégrer la vie politique du royaume au sein du « Pracheachon » créé pour l’occasion et qui participera aux élections générales. Heng Samrin fera l’expérience de ces trois composantes.
En effet, il part à Hanoï en 1954 pour parfaire son éducation idéologique avant de rentrer en 1956 au Cambodge et d’intégrer le Pracheachon, puis de prendre le maquis en 1967, après les émeutes paysannes de Samlaut. Dans cette guérilla que Norodom Sihanouk appellera bientôt khmère rouge, il fait partie de la faction dite des khmers Hanoï, ces quelque 1 500 combattants formés par les Nord-Vietnamiens et donc proches d’eux, installés dans des bases à l’est du pays et notamment sur la partie cambodgienne de la piste Hô Chi Minh. Il gravit petit à petit les échelons de l’armée révolutionnaire du Kampuchéa jusqu’à accéder, le 12 janvier 1968, au grade de commandant.
À la fin des années 1960, les combats s’intensifient contre le pouvoir de Norodom Sihanouk, mais tout change le 18 mars 1970, lorsque ce dernier est renversé. L’ennemi d'hier devient l’allié et le nouvel adversaire est le régime de Lon Nol, soutenu par les États-Unis. Ce changement atténue, au moins pour un temps, les rivalités entre les partisans et les adversaires du régime de Hanoï, ce qui permet à Heng Samrin de poursuivre son ascension.
Commandant du 173e régiment de l’armée révolutionnaire de libération, il s’empare en février 1975 de la ville de Neak Loeung et coupe la dernière voie d’approvisionnement de la capitale qui ne peut plus compter que sur un pont aérien.
Deux mois plus tard, il contribue à la prise de Phnom Penh, le 17 avril 1975, avant d’être nommé, au début de 1976, commandant de la 4e division de la zone Est du Kampuchéa démocratique et commissaire politique. Il n'existe pas de témoignages le mettant personnellement en cause dans des massacres commis à l'encontre de la population dans la zone Est, où le régime Khmer rouge se montre nettement moins meurtrier qu'ailleurs. Toutefois, ses troupes sont régulièrement impliquées dans des incursions en territoire vietnamien et le massacre de populations civiles dans les villages de la province de Tây Ninh.
En 1977, il participe sous les ordres de So Phim à une grande offensive contre le Viêt Nam qui se solde par un échec.
Impliqué — à tort ou à raison — dans une rébellion avortée contre Pol Pot et par crainte d’être éliminé (les purges feront 100 000 victimes dans la zone Est, dont Heng Thal, frère de Heng Samrin), il quitte le Cambodge le 25 mai 1978 et se réfugie au Viêt Nam.
Le 2 décembre 1978, il fait partie des 14 fondateurs du Front uni national pour le salut du Kampuchéa, soutenu par le Viêt Nam et l’URSS. Étant le plus haut gradé parmi ces membres fondateurs, il en est tout naturellement nommé président. Il met alors sur pied des maquis au Cambodge, mais s’aperçoit rapidement qu’il ne pourra vaincre sans l’aide des Vietnamiens.
Le régime de Pol Pot tombe au début de 1979 sous les coups de boutoir de l’armée vietnamienne et le 7 janvier, Heng Samrin prend la tête d’un nouveau gouvernement d’obédience communiste et largement contrôlé par les autorités de Hanoï qui laissent quelque 180 000 militaires et conseillers au Cambodge. Cette influence vietnamienne sera renforcée par un traité d’amitié et de coopération, le 18 février 1979.
Il devient président du Conseil révolutionnaire du peuple de la nouvelle République populaire du Kampuchéa et restera à la tête de l'État pendant plus de 12 ans. En 1981, il devient président du Conseil d'État (présidence collégiale) et, en décembre de la même année, secrétaire général du Parti révolutionnaire du peuple du Kampuchéa, alors parti unique.
Alors qu’il est au début le leader du gouvernement, il perdra sa prédominance à la suite de plusieurs échecs qui lui seront attribués. Il refuse notamment jusqu’à la fin de 1979 l’acheminement de l’aide humanitaire occidentale afin d’affamer les régions sous le contrôle de la guérilla khmère rouge. Il ne pourra pas non plus faire reconnaître la République populaire du Kampuchéa en dehors des pays sous influence soviétique et surtout, ne pourra jamais siéger à l’ONU qui continuera à considérer les khmers rouges comme les seuls à même de représenter le Cambodge. Surtout, si le pays est complètement ravagé, les efforts de reconstruction sont contrariés par la guerre qui perdure. De même, si le nouveau régime peut être considéré comme moins brutal que son prédécesseur khmer rouge, les atteintes aux droits de l’homme restent fréquentes et font régulièrement l’objet de rapports de la part d’ONG telles qu’Amnesty International.
Son étoile commence à faiblir avec l’accession d’Hun Sen au poste de Premier ministre, le 14 janvier 1985. En 1991, la paix avec la guérilla semble proche et Heng Samrin participe aux accords de Paris en tant que représentant du pouvoir en place.
Avec le départ des Vietnamiens, dont il fut pour beaucoup le protégé - voire l’homme de paille -, il sera remplacé à la tête de l’État le 23 octobre 1991 par Norodom Sihanouk et, toujours en octobre 1991, cédera la direction du Parti du peuple cambodgien (nouveau nom du Parti révolutionnaire du peuple du Kampuchéa) à Chea Sim.
En 1993, lorsque Norodom Sihanouk retrouve son trône, il est nommé président honoraire du Parti du peuple cambodgien dirigé par Hun Sen. En 1998, il devient vice-président de l’Assemblée nationale, avant d’accéder, en 2006, au poste de président de la chambre basse. Il reste en fonction pendant 17 ans jusqu'à son remplacement par Khuon Sudary en 2023.